# Candarave
Candarave è una città nella regione di Tacna, nel sud del Perù capitale della provincia di Candarave.